# Einschienenbahn Ueno-Zoo

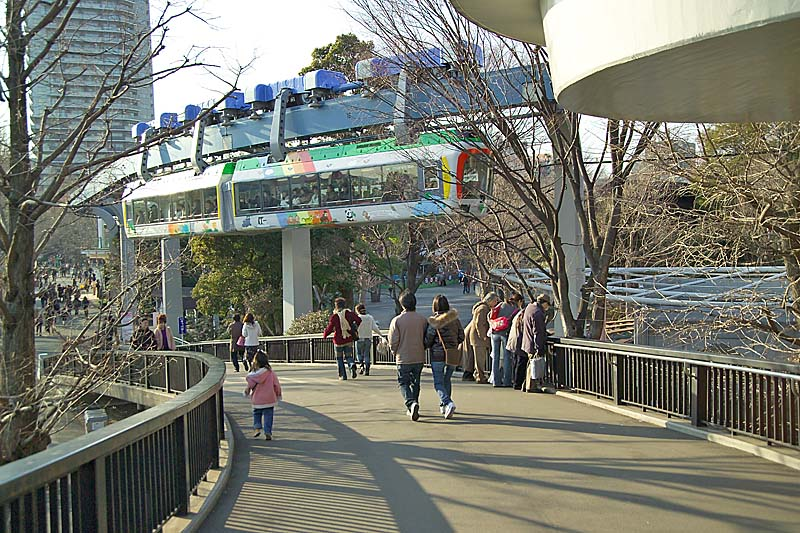
Einschienenbahn Ueno-Zoo (2005)

Die Einschienenbahn Ueno-Zoo (japanisch 上野動物園モノレール Ueno dōbutsuen monorēru), offiziell 東京都交通局上野懸垂線 Tōkyō-to kōtsū-kyoku Ueno kensui-sen, deutsch ‚Ueno-Hängebahnlinie des Städtischen Verkehrsamtes von Tokio‘, auch Einschienenbahn Ueno (上野モノレール Ueno monorēru) und Einschienenbahn Ueno-Park (上野公園モノレール Ueno-kōen monorēru), war eine Hängebahn in Tokio. Der Betreiber war das Verkehrsamt der Präfektur Tokio.
Die Bahn wurde am 17. Dezember 1957 als Versuchsstrecke eröffnet, diente aber dem Personenverkehr. Angelehnt war die Konstruktion an die Wuppertaler Schwebebahn nach dem System von Eugen Langen. Mit einer Länge von 310 Metern und zwei Haltepunkten war die Bahn allerdings relativ kurz und hatte keine große verkehrliche Bedeutung. Sie verband zwei Teile des Ueno-Zoos. Ende 2019 wurde die Bahn eingestellt, da die notwendige Renovierung zu teuer gewesen wäre.
Der Fahrweg wurde aus Beton- und Stahl-Fertigteilen hergestellt. Anfangs war die Oberseite der Fahrbalken mit einem Asphaltbelag ausgestattet, welcher später durch Beton ersetzt wurde. Um eine Führung zu erreichen, waren an den Seiten der Halterung Führungsräder angebracht, zudem war der Fahrbalken an der Oberseite nach innen gewölbt. Dort befanden sich auch zwei Stromschienen, welche das Fahrzeug mit 600 V Gleichstrom versorgten.
Das einzige Fahrzeug war 19 Meter lang, 1,68 Meter breit, 2,46 Meter hoch und 6,5 Tonnen schwer. Es wurde mit vier 7,5 kW starken Motoren angetrieben, die es bis auf 14 km/h beschleunigten.